# Fishguard
Fishguard (wal. Abergwaun) – miejscowość portowa w hrabstwie Pembrokeshire w Walii. Liczy ok. 3300 (2006) mieszkańców.

## Demografia
Według spisu powszechnego z 2001 roku, Fishguard liczy 3193 mieszkańców i 1465 gospodarstw domowych.
| Przedział wiekowy | Fishguard | Pembrokeshire |
| 0-4 lat           | 5,8%      | 5,8%          |
| 5-15 lat          | 13,0%     | 14,6%         |
| 16-19 lat         | 3,7%      | 4,8%          |

| Przedział wiekowy | Fishguard | Pembrokeshire |
| 20-44 lat         | 24,4%     | 28,4%         |
| 45-64 lat         | 25,2%     | 27,2%         |
| 65+ lat           | 27,9%     | 19,2%         |